# Do You Want to Build a Snowman?
«Do You Want to Build a Snowman?» —en España titulada como «Hazme un muñeco de nieve» y en Hispanoamérica en su propia versión como «¿Y si hacemos un muñeco?»  es una canción de la película animada de Disney Frozen de 2013, con música y letra compuesta por Kristen Anderson-Lopez y Robert Lopez. En noviembre de 2016, las ventas totales de la canción digital fueron de 1 600 000 descargas según Nielsen SoundScan, lo que la ubica en segundo lugar en la lista de los sencillos digitales navideños/de vacaciones más vendidos de todos los tiempos en la historia de SoundScan (detrás del exitoso sencillo de Mariah Carey de 1994, «All I Want for Christmas Is You»).

## Sinopsis
Después de que Elsa daña accidentalmente a Anna con sus poderes de hielo, se encierra en su habitación. La canción captura tres momentos diferentes en los que Anna intenta y falla en persuadir a Elsa para que pase tiempo con ella: como niña, adolescente y adulta. Dentro de la película, el último de estos momentos ocurre después de que los padres de las hermanas mueren en el mar durante una tormenta.

## Producción
En un momento, Disney consideró eliminar la canción de la película porque, tal como se compuso originalmente, era demasiado triste y también demasiado complicada porque contenía demasiada exposición. Sin embargo, se introdujo de nuevo después de ser bien recibida por el personal de Disney. StitchKingdom explica, "debido al ritmo de la película, esta canción se cortaba y se volvía a poner constantemente durante el desarrollo de la película. En última instancia, los empleados del estudio exigieron que se quedara". Durante el desarrollo de la película, López en un momento tuvo que viajar a Los Ángeles para trabajar en persona con el equipo de producción para tratar de arreglar la canción, y tuvieron que sentarse y analizar cómo suena Elsa versus cómo suena Anna. Christophe Beck, quien escribió la partitura de la película, agregó el interludio para las escenas del montaje.
Después de que se estrenó la película, un fan armó una versión de la canción para mostrar cómo podría haber funcionado un reprise en el clímax de la película, cuando Elsa se da cuenta de que Anna está completamente congelada. Al comentar sobre el clip de fan en enero de 2014, Anderson-Lopez mencionó que en un momento, en realidad había montado un reprise de la canción para el clímax de la película. López agregó, "si lo ves en el flujo de la película, sería discordante que comenzaran a cantar en ese momento".
Cuando se mencionó el mismo clip en una entrevista, la directora Jennifer Lee explicó que, según el productor musical de Disney Chris Montan (quien ha trabajado en casi todas las películas animadas de Disney y Pixar desde el comienzo del Renacimiento de Disney), es tradicional en los musicales animados de Disney. no tener más canciones después del final del segundo acto.

## Recepción de la crítica
La canción recibió elogios generalizados de los críticos de cine, críticos musicales y el público. Kyle Smith de The New York Post lo calificó como un "clásico". USA Today lo llamó "un hermoso número musical que ilustra el anhelo emocional de Anna, cantado con sincera dulzura por Bell". Alonso Duralde de The Wrap lo calificó de "conmovedor". Moviefone describe la canción como "inductora de sollozos" y "la mejor canción de Frozen ". Scott Mendelson de Forbes habla sobre la "riqueza y una sutil tristeza en la relación central entre Anna y Elsa, de tanto tiempo perdido por el miedo, la duda y una crianza cuestionable en un momento clave", y continúa describiendo «Do You Want To Build A Snowman?» como una "hermosa canción... solo una de un puñado de canciones fabulosas". Mendelson agregó: "Tenía mucho miedo de que volviera como un estribillo culminante si la historia terminaba mal".
Sputnikmusic dijo que "las canciones complementan bien las magníficas imágenes, especialmente en el primer corte extendido «Do You Want to Build a Snowman» y su clímax y conclusión que suplican lágrimas", y argumenta que "es una de las pocas pistas vocales muy alejadas de la aplastante insipidez del otro material". El periódico de la ciudad de Rochester describió la canción como "que establece el carácter" y señaló que, junto con "Frozen Heart", "se parece profundamente a la producción de canciones de Disney con Alan Menken... y eso los ayuda a sentirse instantáneamente familiares". La revisión de la banda sonora agrega: "Si bien "Snowman" funciona mejor en la película (las imágenes llenan algunos de los vacíos de la canción), la voz cursi y la hermosa melodía ayudan a que sea memorable". AllMusic dijo que esta canción y el dúo de amor "Love Is an Open Door" tienen "deslumbramiento contemporáneo de Broadway".

## Posiciones y certificaciones

### Charts
| Chart (2013–14)                          | Peak position |
| ---------------------------------------- | ------------- |
| Australia (ARIA)                         | 45            |
| Canadá (Canadian Hot 100)                | 61            |
| Corea del Sur (Gaon International Chart) | 3             |
| Corea del Sur (Gaon Chart)               | 5             |
| Irlanda (IRMA)                           | 35            |
| Escocia (Scottish Singles Sales Chart)   | 30            |
| Reino Unido (UK Singles Chart)           | 26            |
| Estados Unidos (Billboard Hot 100)       | 51            |
| US Heatseekers Songs (Billboard)         | 1             |
| US Kid Digital Songs (Billboard)         | 2             |
| US Holiday 100 (Billboard)               | 2             |
| US Holiday Digital Songs (Billboard)     | 1             |

### Year-end chart
| Chart (2014)                         | Position |
| ------------------------------------ | -------- |
| UK Singles (Official Charts Company) | 83       |